# Hooiberg (bâtiment)
Pour les articles homonymes, voir hooiberg.

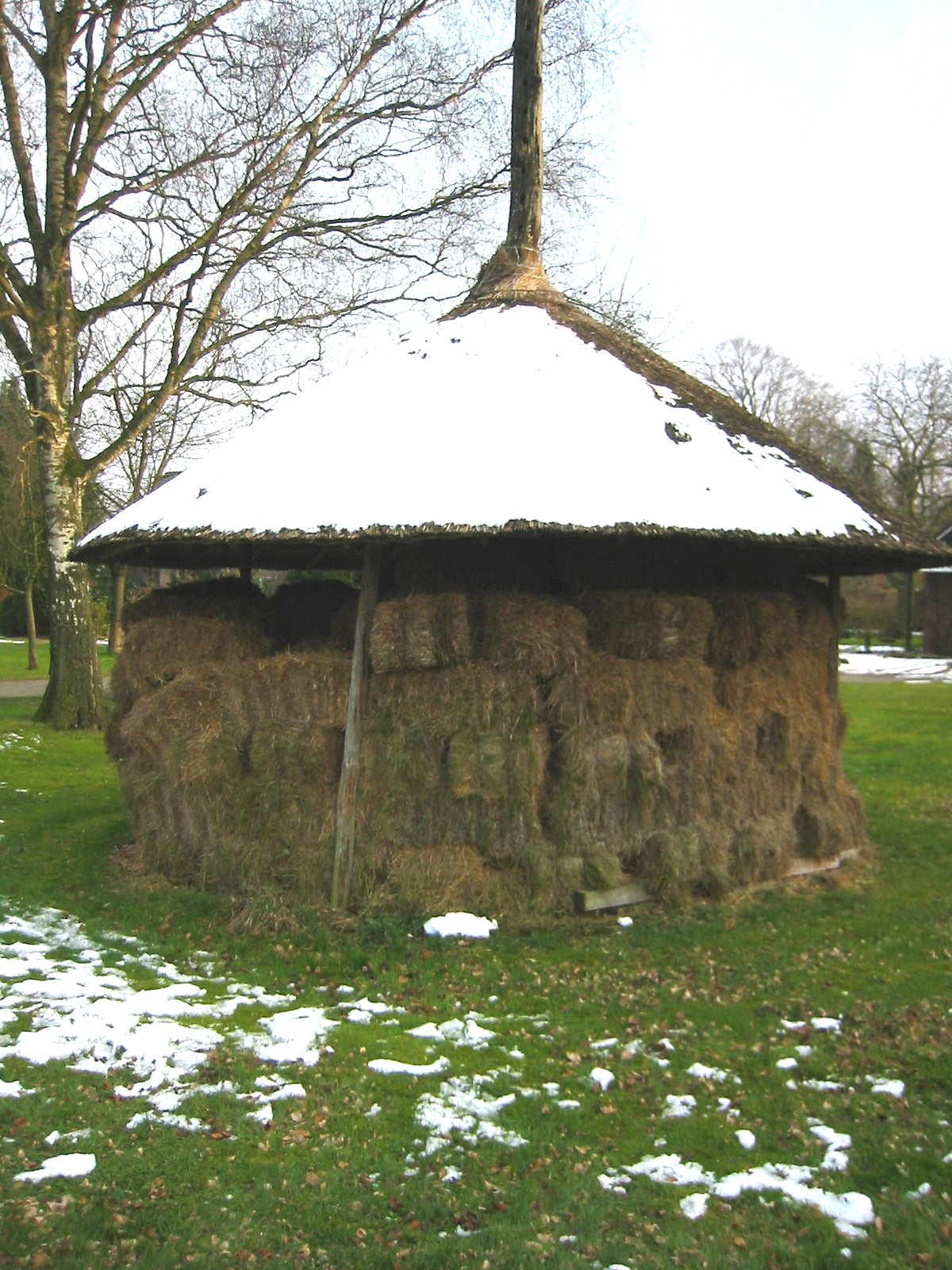

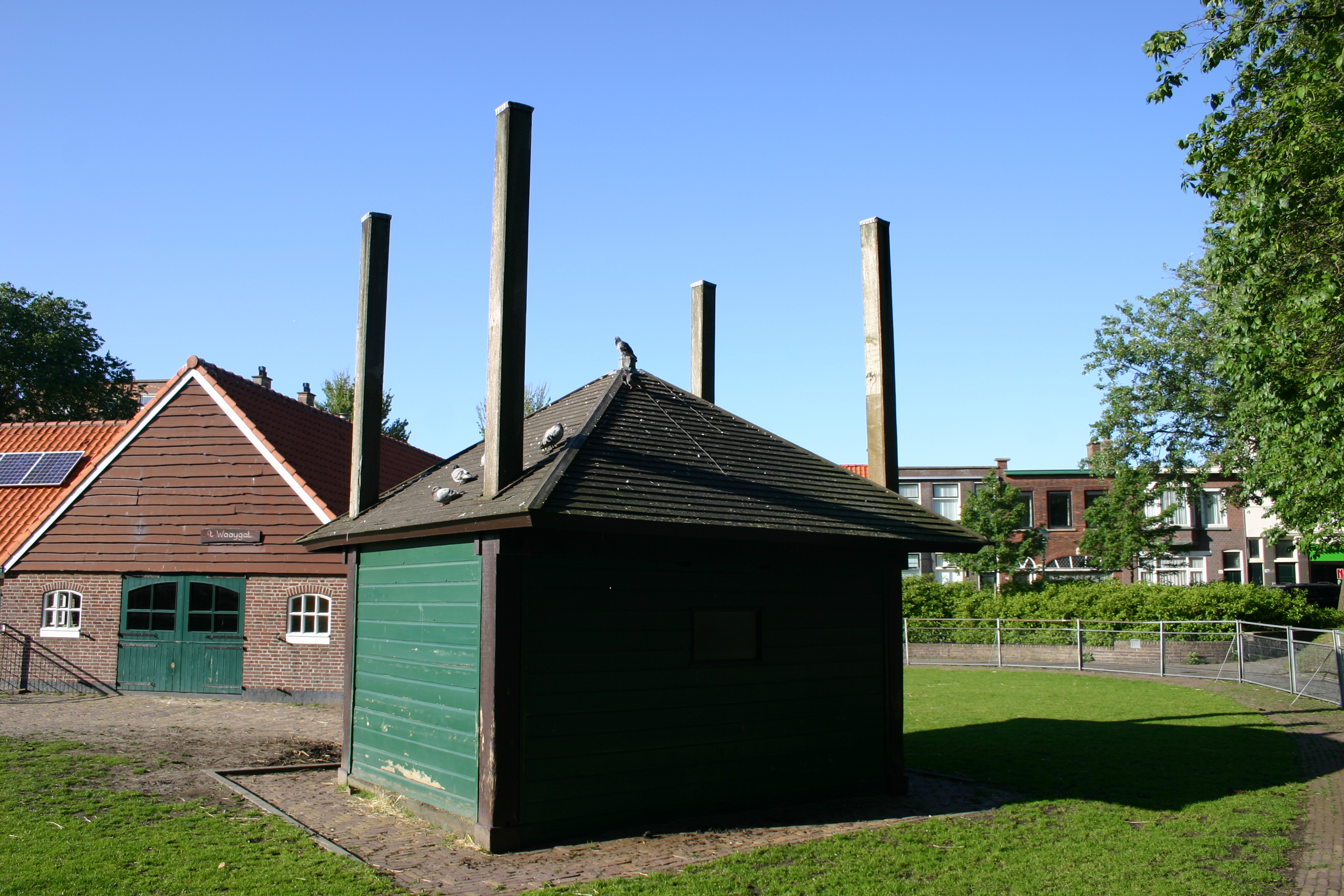
Ferme municipale ’t Waaygat, Scheveningen.

Un hooiberg est un bâtiment agricole des Pays-Bas utilisé pour le stockage du grain, de la paille ou du foin. Il est constitué d'un toit mobile, guidé par un à sept poteaux. 
Il existe différents types de construction. La différence la plus visible concerne la présence ou non de murs extérieurs. 
Les hooibergs font partie du patrimoine rural néerlandais, ils sont progressivement remplacés par des solutions plus modernes. 